# Celtis occidentalis
Celtis occidentalis é uma grande árvore decídua nativa da América do Norte. É uma madeira de lei de vida moderadamente longa com uma madeira de cor clara, cinza-amarelado a marrom-claro com estrias amarelas.
A Celtis occidentalis é facilmente distinguida dos olmos e de algumas outras espécies por sua casca semelhante a uma cortiça com protuberâncias. As folhas são nitidamente assimétricas e de textura grossa. Produz pequenos frutos que se tornam vermelho-alaranjados a roxos-escuros no outono, muitas vezes permanecendo nas árvores por vários meses. A C. occidentalis é facilmente confundida com a C. laevigata e é mais facilmente distinguida pela variedade e pelo habitat. A C. occidentalis também tem folhas mais largas e mais grossas na parte superior do que a C. laevigata.

## Descrição
A Celtis occidentalis é uma árvore de tamanho médio, com 9 a 15 metros de altura, com um tronco fino. Nas melhores condições da região sul do vale do rio Mississippi, ela pode atingir até 40 m. Tem uma bela cabeça de topo redondo e galhos pendentes. Prefere solo rico e úmido, mas também cresce em encostas rochosas ou de cascalho. As raízes são fibrosas e ela cresce rapidamente. Na parte ocidental de sua área de distribuição, as árvores ainda podem crescer até 29 m. A idade máxima atingida pela C. occidentalis é provavelmente entre 150 e 200 anos em condições ideais.
O súber é marrom-claro ou cinza-prateado, quebrado na superfície em escamas grossas comprimidas e, às vezes, áspero com excrescências; o padrão é muito distinto. O padrão notável do súber é ainda mais pronunciado nas árvores mais jovens, com as cristas irregularmente espaçadas que lembram longas paliçadas geológicas de formações rochosas sedimentares (em camadas) quando vistas de ponta a ponta (seção transversal).
Os ramos são delgados e sua cor muda de verde-claro para marrom-avermelhado e, finalmente, para marrom-avermelhado escuro. Os gomos de inverno são axilares, ovais, agudos, um pouco achatados, com um quarto de polegada de comprimento e marrom-claro. As escamas dos gomos aumentam com o crescimento do broto e as mais internas se tornam estípulas. Não há formação de broto terminal.
As folhas são dispostas alternadamente nos ramos, ovais a ovais-lanceoladas, muitas vezes ligeiramente falcadas, com 5-12 cm de comprimento por 3-9 cm, muito oblíquas na base, com uma ponta pontiaguda. A margem é serrilhada (dentada), exceto na base, que é quase toda inteira (lisa). A folha tem três nervuras, com a nervura central e as nervuras primárias proeminentes. As folhas saem do broto conduplicadas com margens levemente involutas, verde-amarelo pálido, felpudas; quando adultas, são finas, verde-claras, ásperas na parte superior e verde-pálidas na parte inferior. No outono, elas se tornam amarelas claras. Pecíolos delgados, ligeiramente sulcados, peludos. Estípulas de formas variadas, deiscentes.
As flores são esverdeadas e aparecem em maio, logo após as folhas. Elas são polígamo-monóicas, o que significa que há três tipos: estaminadas (masculinas), pistiladas (femininas), perfeitas (tanto femininas quanto masculinas). Elas são sustentadas por pedicelos finos e caídos.
A sépala é de cor verde-amarelo-claro, com cinco lóbulos, dividido quase até a base; lóbulos lineares, agudos, mais ou menos cortados no ápice, muitas vezes com pelos na ponta, imbricados no botão. Não há perianto.
Há cinco estames, que são hipóginos; os estames são brancos, lisos, levemente achatados e gradualmente estreitados da base ao ápice; no botão, são incurvados, trazendo as anteras face a face; quando a flor se abre, elas se endireitam abruptamente; estames deiscentes, oblongos, bicelulares; células que se abrem longitudinalmente.
O pistilo tem um estilete de dois lóbulos e um ovário superior unicelular contendo óvulos solitários.

O fruto é uma drupa carnuda e oblonga, de 0,64 a 0,95 cm de comprimento, com a ponta dos restos do estilete e roxo escuro quando maduro. Ela se desenvolve em um caule fino e amadurece em setembro e outubro. Permanece nos galhos durante o inverno. O endocarpo contém quantidades significativas de carbonato biogênico que é quase aragonita pura.

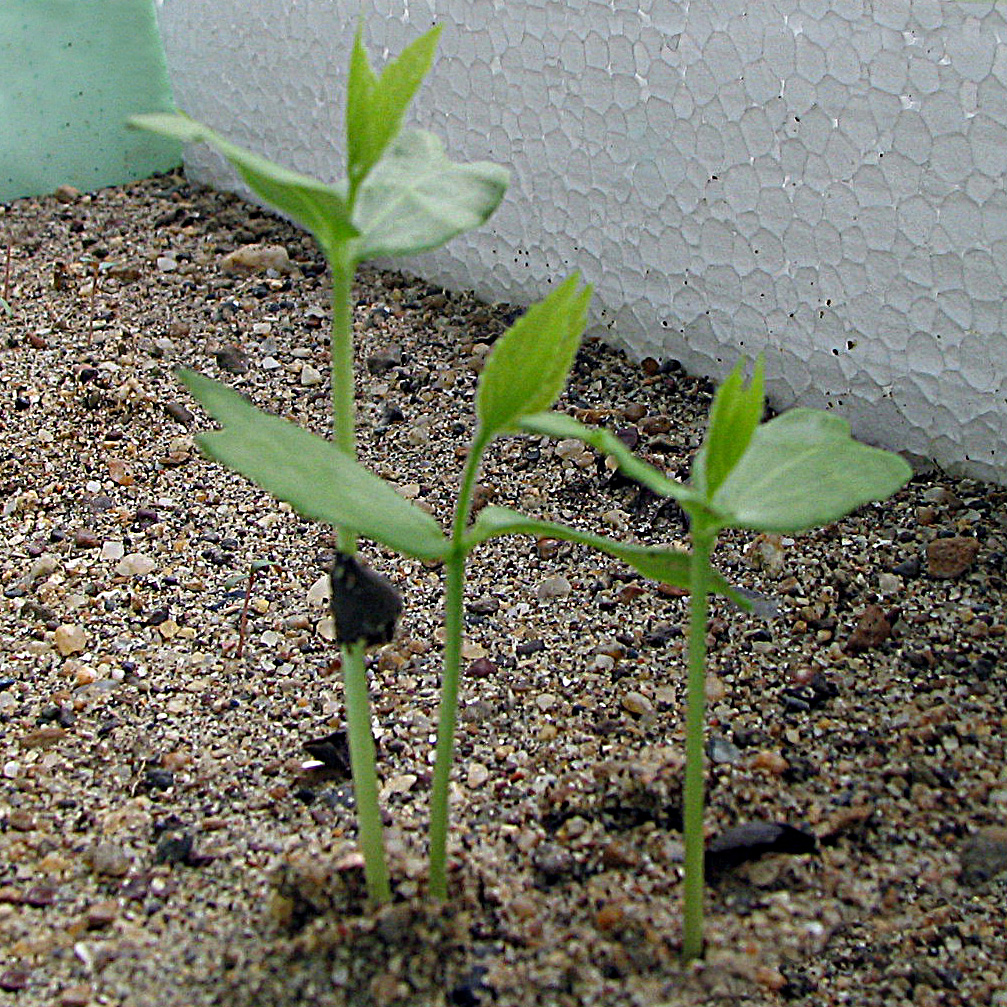
Mudas.
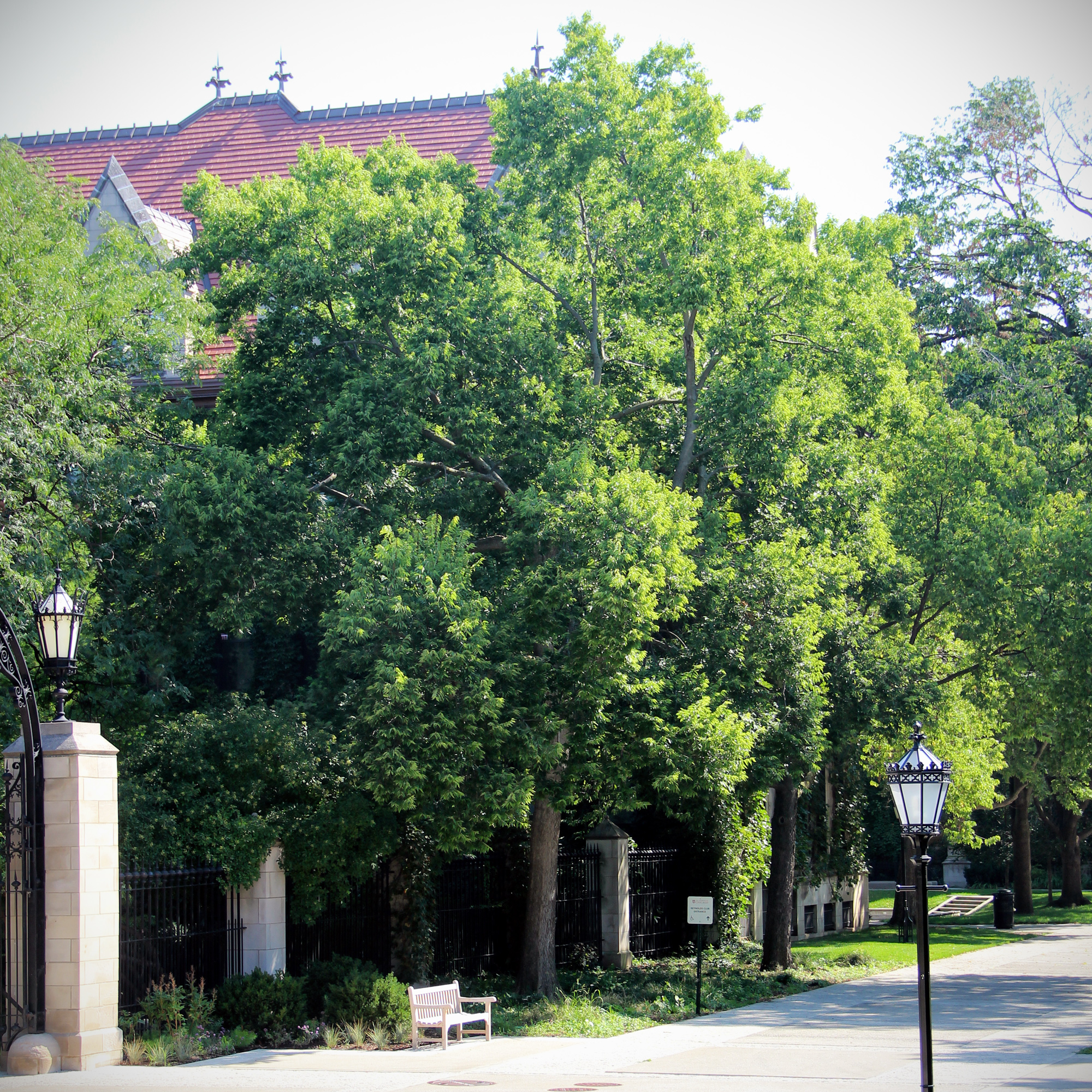
Árvore na Universidade de Chicago.
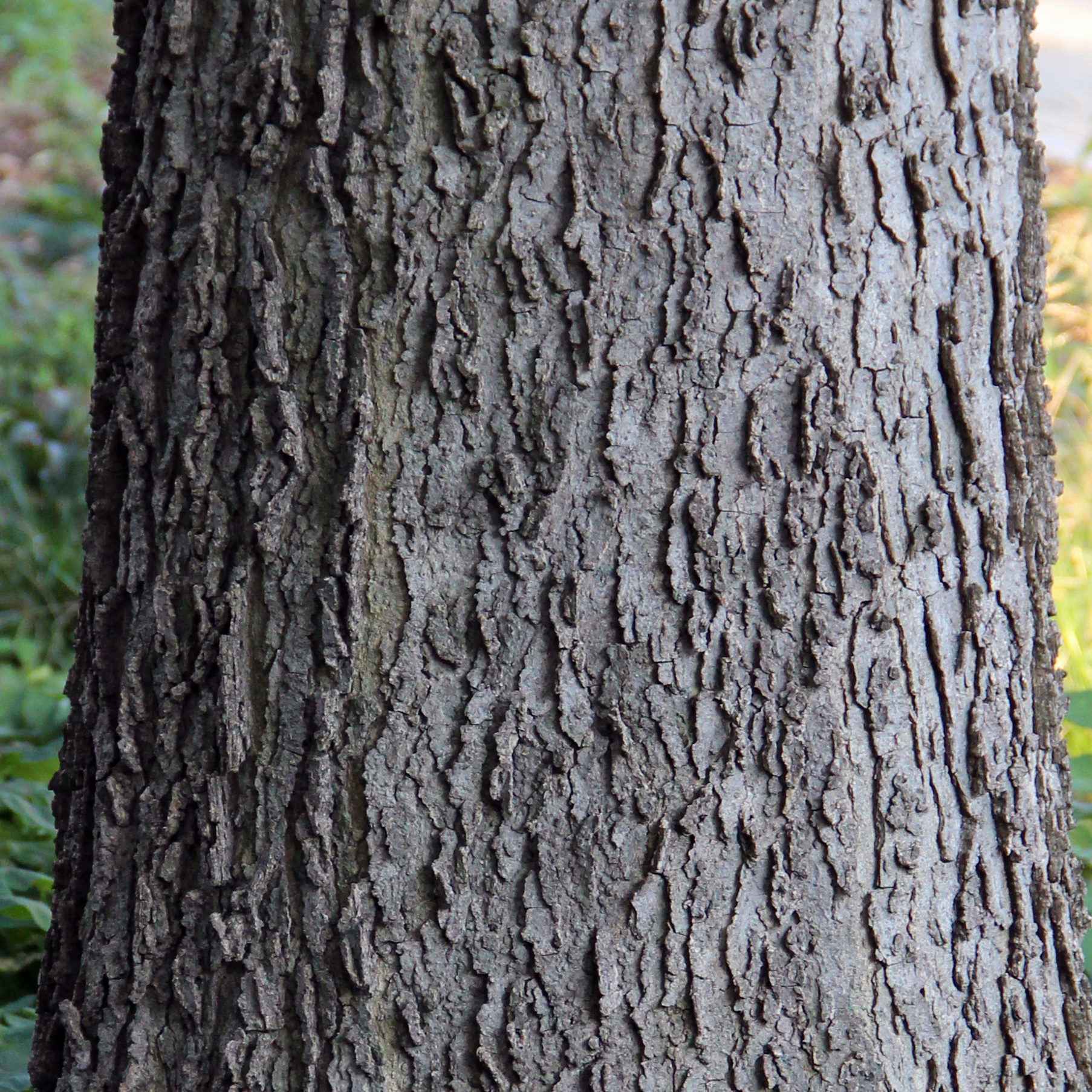
Casca de árvore na Universidade de Chicago.
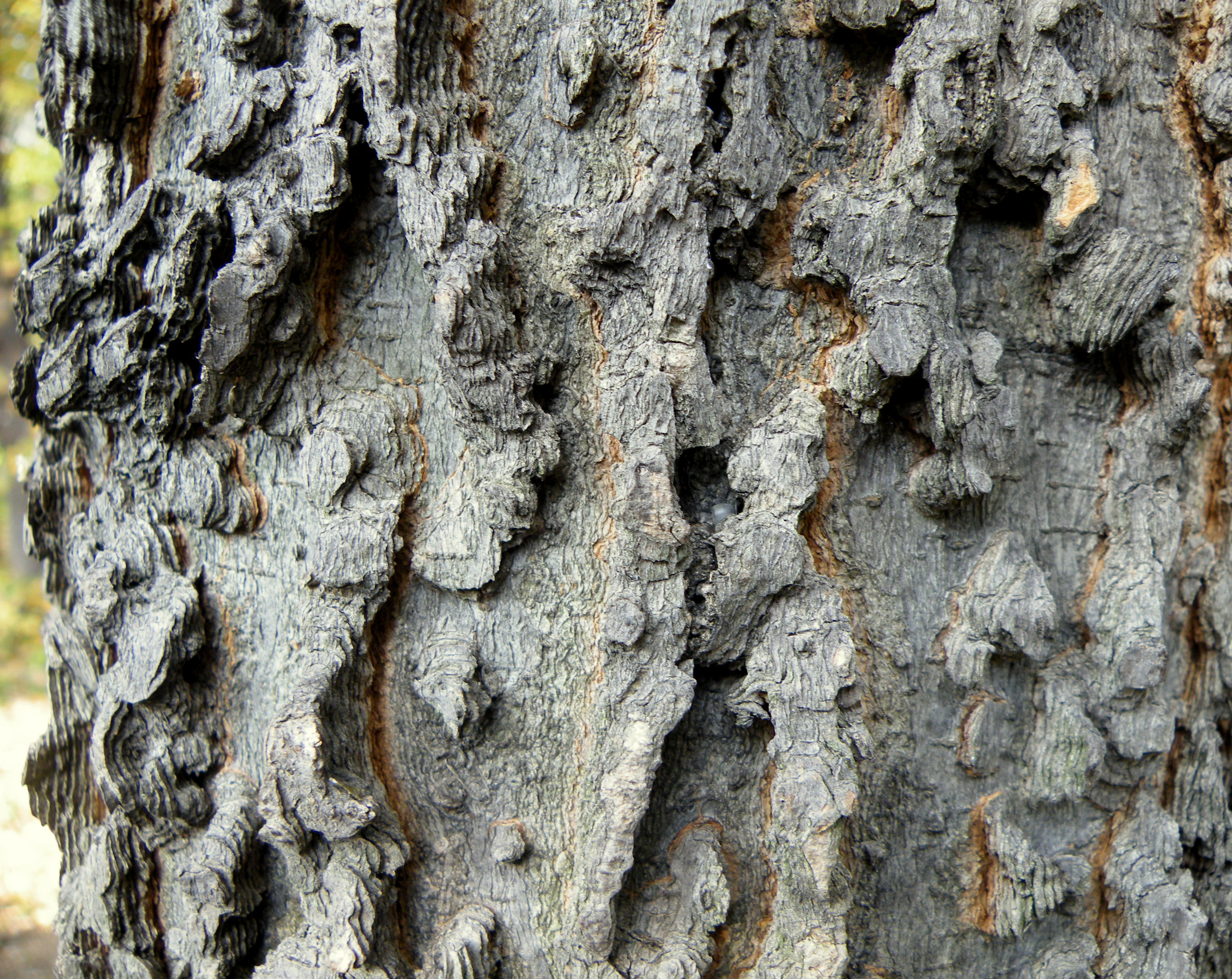
Protuberâncias na casca da árvore, Jardim Botânico de Jevremovac [en], Sérvia.
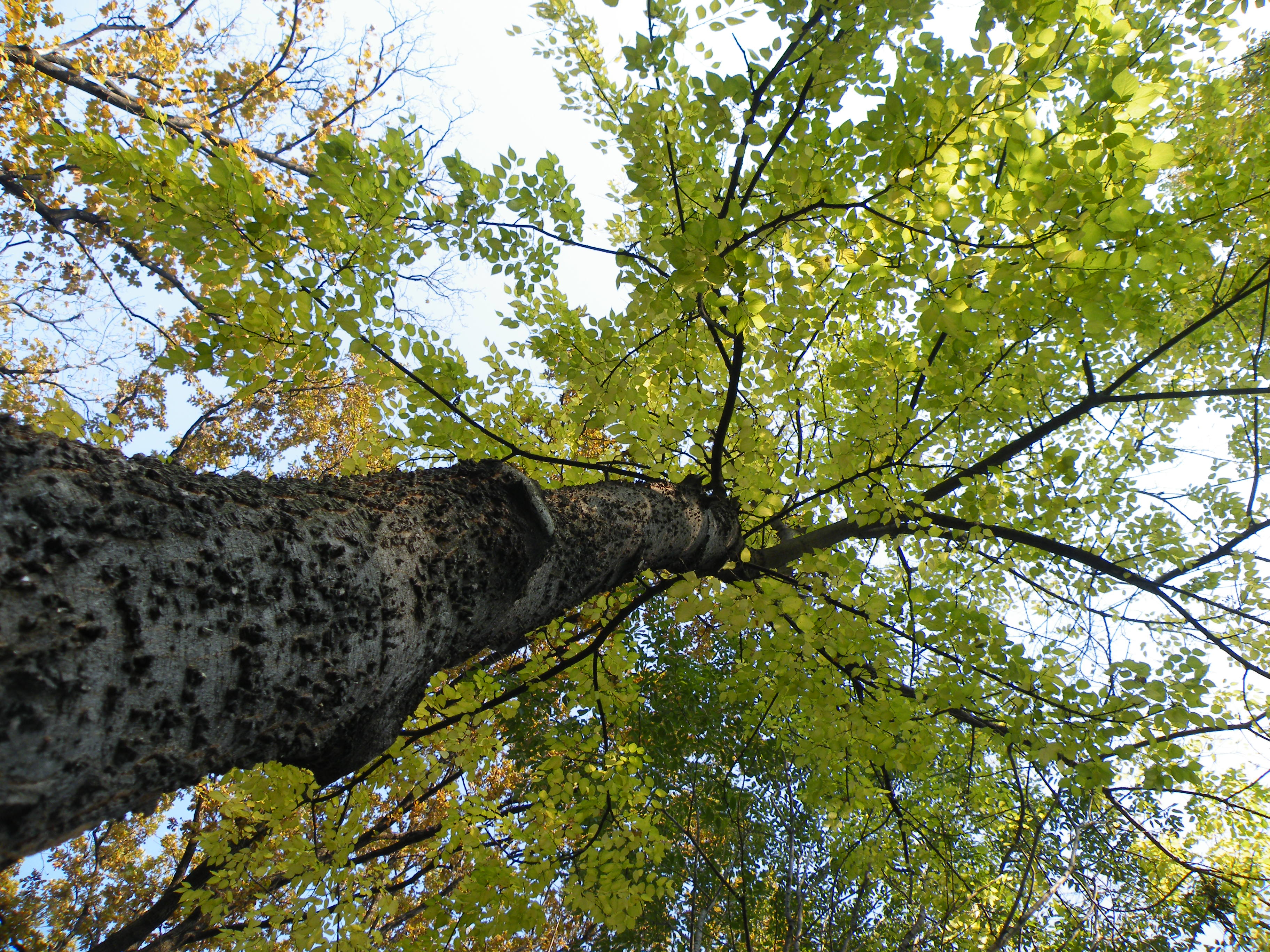
Dossel no outono, Jardim Botânico de Jevremovac.
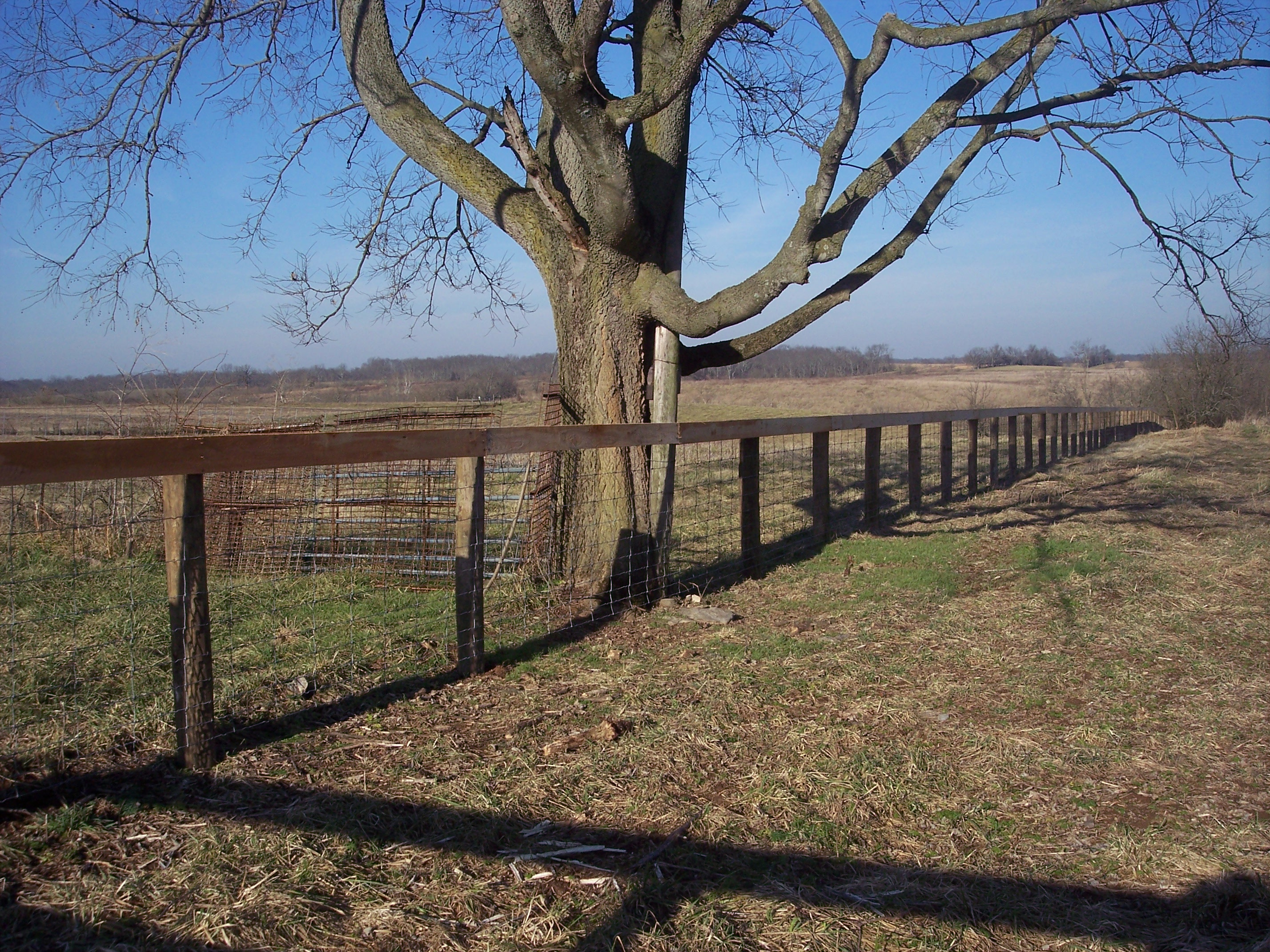
Árvore madura no inverno, Kentucky.
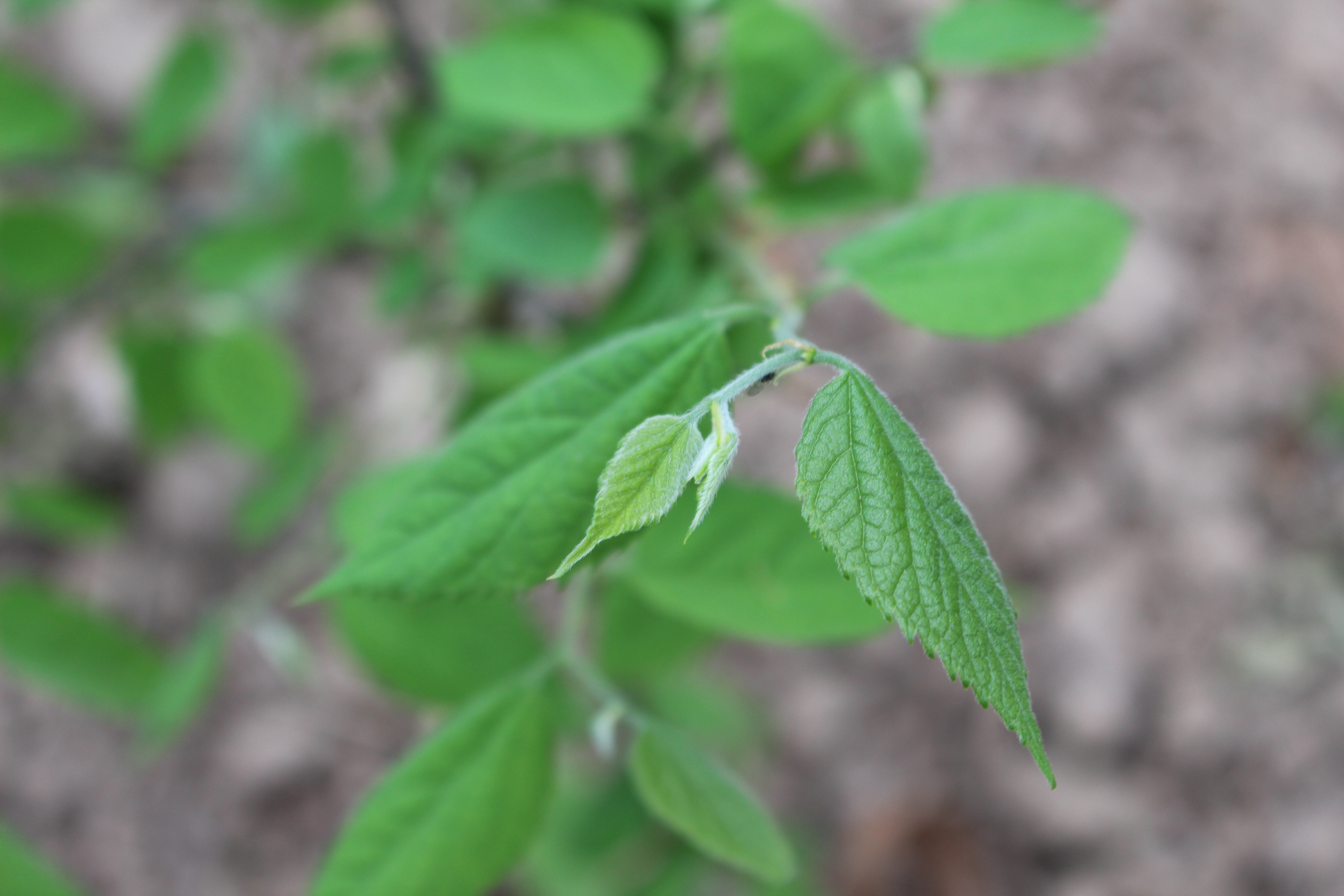
As folhas jovens são tomentosas.
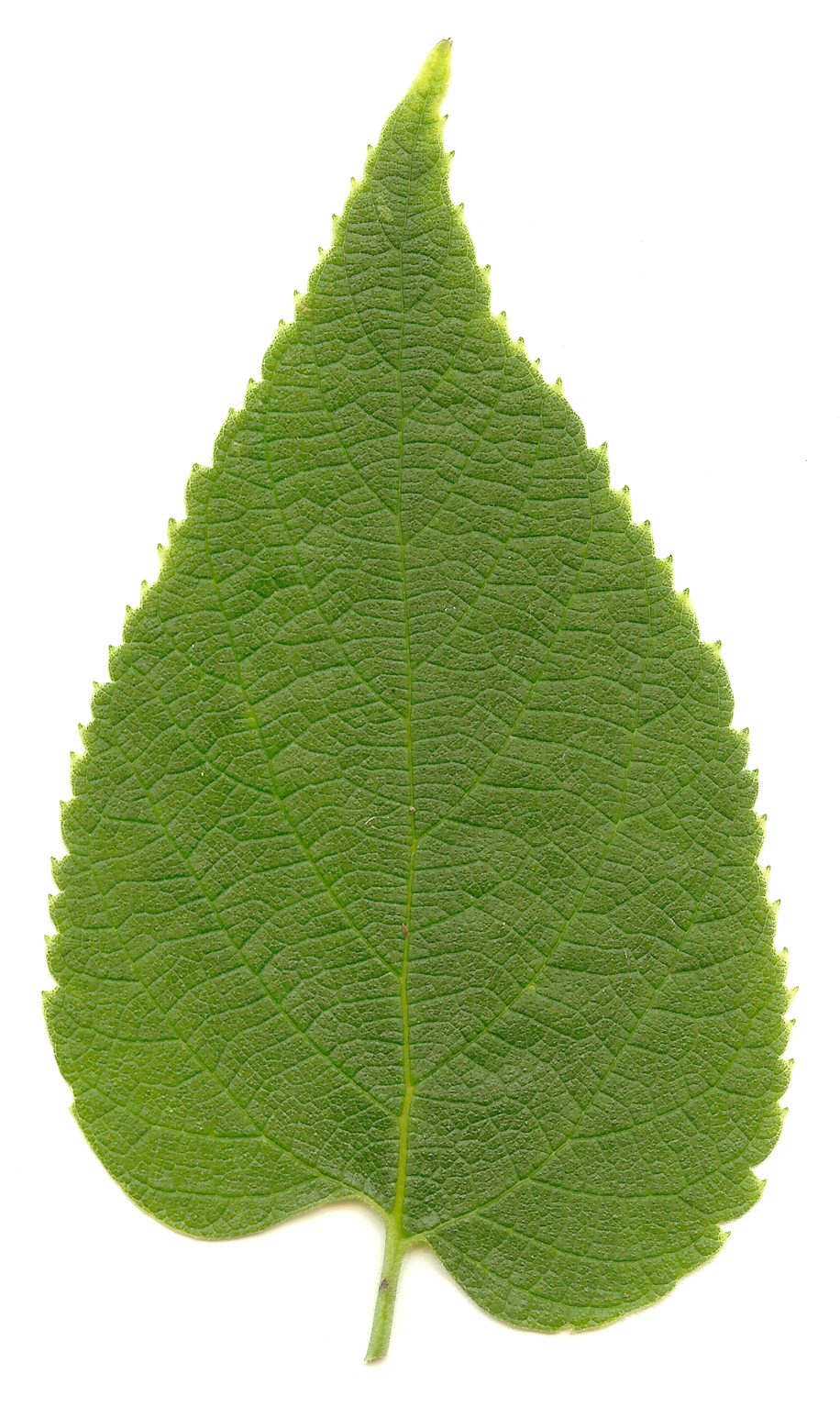
Imagem aproximada da folha.
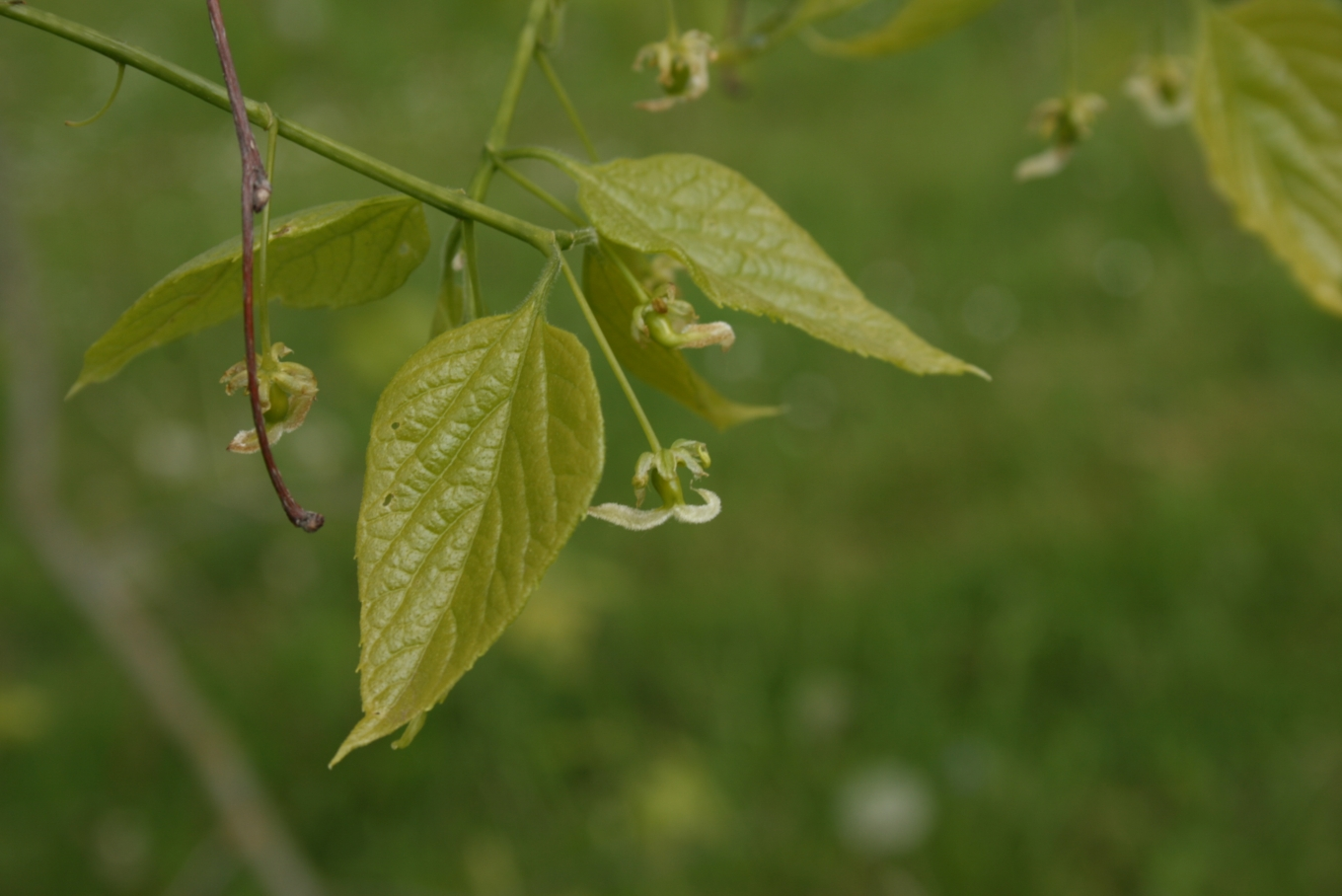
Folhas e flores.

## Distribuição e habitat
A Celtis occidentalis é nativa da América do Norte, desde Ontário Meridional e Quebec, passando por partes da Nova Inglaterra, ao sul da Carolina do Norte (Apalaches), a oeste do norte de Oklahoma e ao norte da Dakota do Norte. Há um pequeno bolsão isolado na extremidade sul do Lago Manitoba. A área de distribuição da C. occidentalis se sobrepõe à C. laevigata, o que dificulta o estabelecimento da área exata de cada espécie no sul. Embora haja pouca sobreposição real, na parte ocidental de sua área de distribuição, a C. occidentalis às vezes é confundida com a C. reticulata [en], que tem uma casca semelhante. A C. occidentalis cresce em muitos habitats diferentes, embora prefira terras baixas e solos ricos em calcário. Sua tolerância à sombra depende muito das condições. Em condições favoráveis, suas mudas persistirão sob uma copa fechada, mas em condições menos favoráveis, ela pode ser considerada intolerante à sombra.

## Ecologia

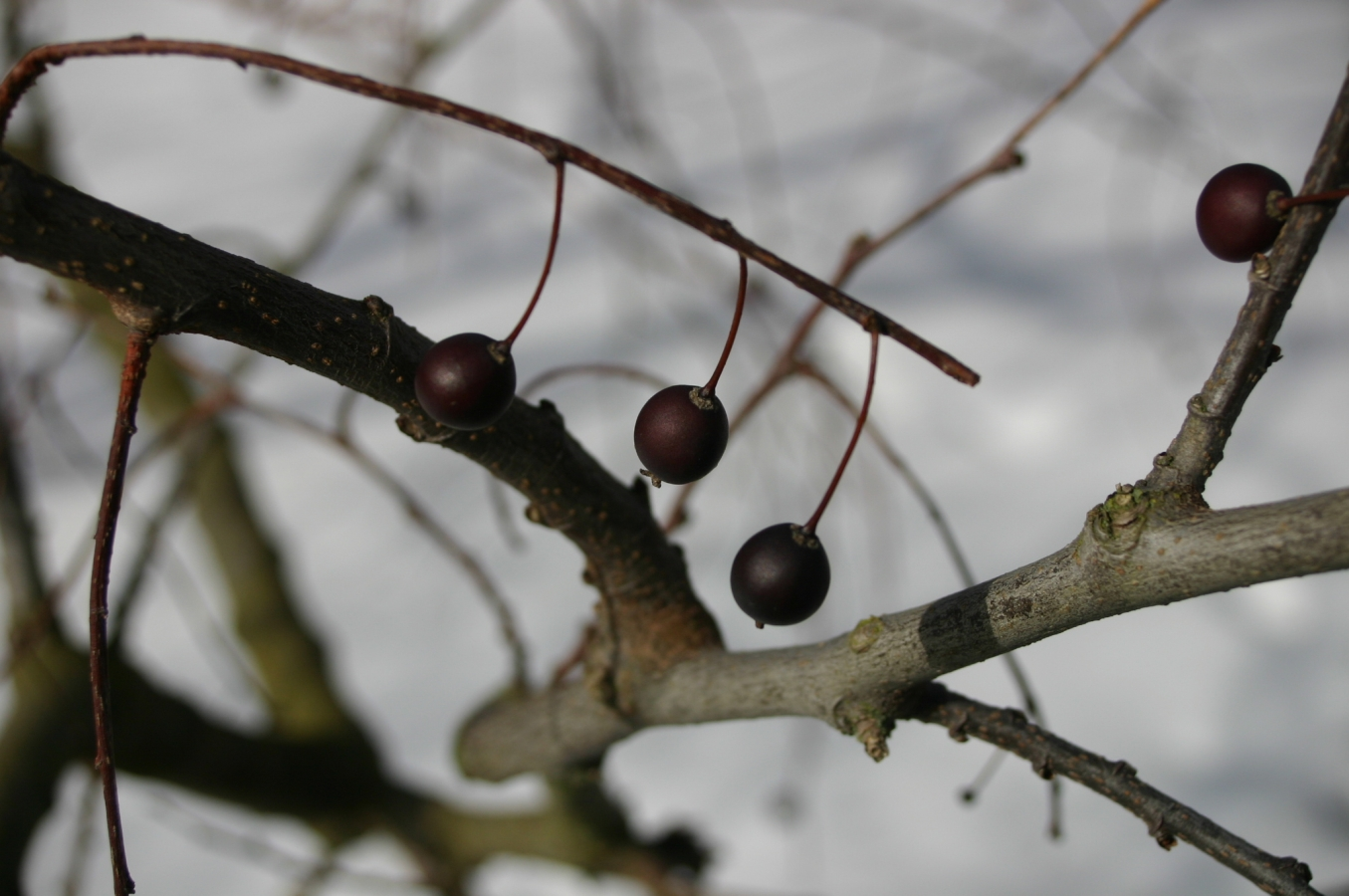
Os frutos costumam ficar pendurados na árvore durante o inverno.

As folhas são comidas por quatro insetos do gênero Pachypsylla [en], que não causam danos graves à árvore. Vários insetos e fungos causam a rápida decomposição de galhos ou raízes mortos da árvore.
Os frutos silvestres pequenos são consumidos por vários pássaros, e mamíferos. A maioria das sementes é dispersada por animais, mas algumas sementes também são dispersas pela água.
A árvore serve como hospedeira de larvas de borboletas, especialmente a Asterocampa celtis [en] e a A. clyton [en].

### Conservação
A Celtis occidentalis foi avaliada pela NatureServe em 16 de agosto de 2016. Durante essa revisão, ela foi avaliada como “segura” (nível G5), com um risco muito baixo de extinção devido a uma extensa área de distribuição e pouca ou nenhuma preocupação devido a declínios.

## Cultivo e usos

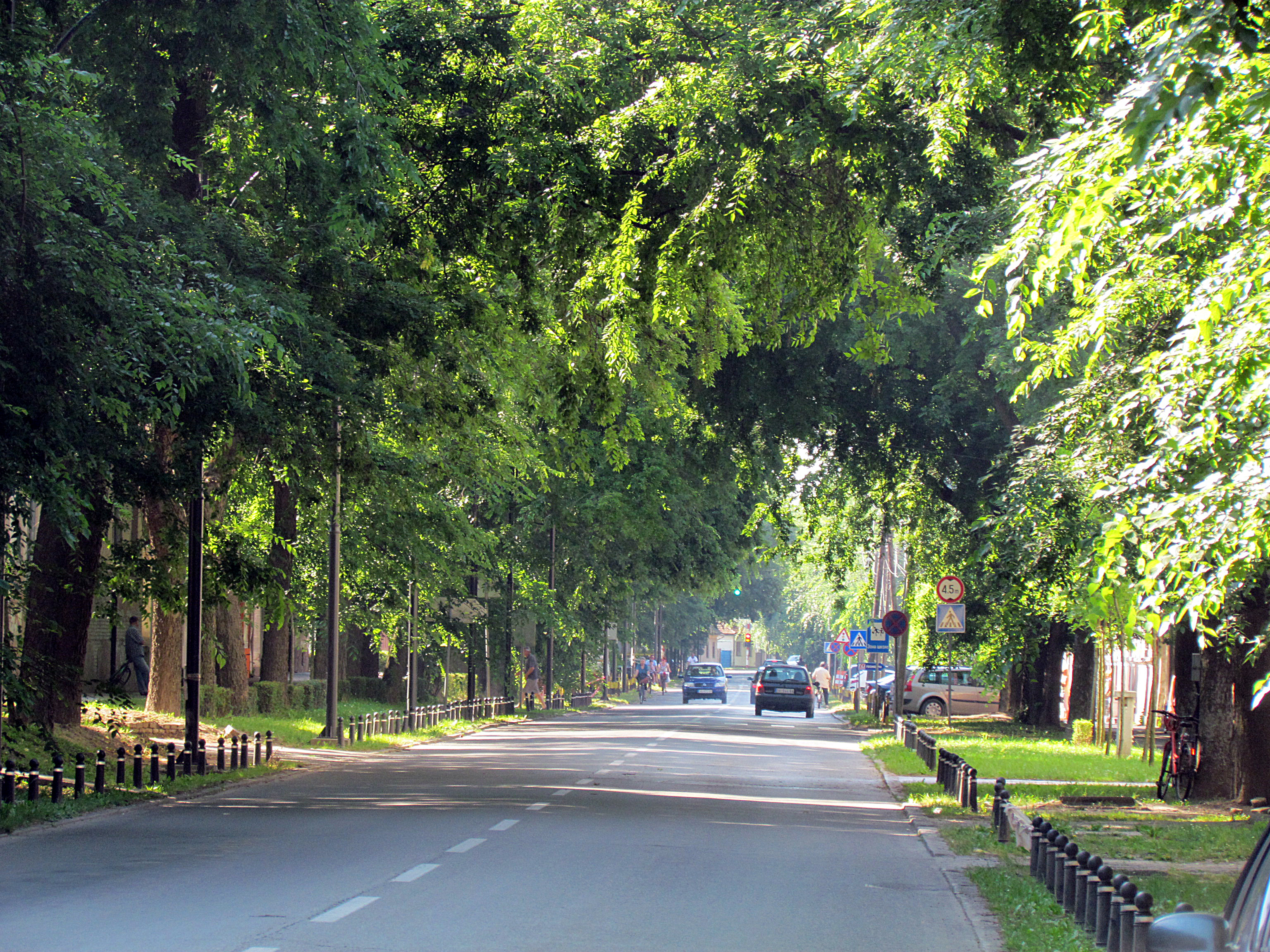
Uma rua com árvores em Sombor, Sérvia.

A madeira da Celtis occidentalis é amarela-clara, pesada, macia, de granulação grossa e não é forte. Ela apodrece facilmente, tornando a madeira indesejável comercialmente, embora seja ocasionalmente usada para cercas e móveis baratos.
A Celtis occidentalis é usada apenas ocasionalmente como árvore de rua ou de paisagismo, embora sua tolerância às condições urbanas a torne adequada para essa função. Sombor, na Sérvia, e Bratislava, a capital da Eslováquia, são conhecidas pelo uso extensivo da C. occidentalis (no último caso, juntamente com a Celtis australis, que é uma árvore intimamente relacionada) como árvore de rua. No Canadá, a cidade de Montreal tem mais de 10.000 árvores C. occidentalis entre suas árvores de rua.
Os frutos silvestres da árvore, do tamanho de ervilhas, são comestíveis e amadurecem no início de setembro. Diferentemente da maioria dos frutos, eles são notavelmente ricos em calorias provenientes de gordura, carboidratos e proteínas, e essas calorias são facilmente digeríveis sem cozimento ou preparação. Os nativos americanos de Omaha comiam os frutos casualmente, enquanto o povo Dakota os usavam para dar sabor à carne, triturando-os bem. Os Pawnee também trituravam os frutos bem, acrescentavam um pouco de gordura e os misturavam com milho ressecado.